# Лютцов (тежък крайцер, 1939)
Вижте пояснителната страница за други значения на Лютцов.
Лютцов (на немски: Lützow) е тежък крайцер на Кригсмарине от времето на Втората световна война. Пети кораб от типа „Адмирал Хипер“.
Заложен през 1937 г., спуснат на вода през 1939 г. През февруари 1940 г. е продаден на Съветския съюз, получава името „Петропавловск“, през август 1941 г. в условно боеготово състояние е включен в състава на ВМФ на СССР, участва в отбраната на Ленинград от немските войски.

През септември 1944 г. е преименуван на „Талин“, през 1953 г. – „Днепр“, през 1956 г. – „ПКЗ-12“. Дострояването така и не е завършено, през 1958 г. корабът е изключен от списъците на съветския флот, а в периода 1959 – 1960 г. е разкомплектован за метал.

## История на създаването и особености на конструкцията
През юни 1936 г. е утвърдено започването на строителството на два допълнителни големи крайцера, аналогични на първите три единици от типа „Адмирал Хипер“, но въоръжени с 12 150 mm оръдия. Това е политическа стъпка, целяща да демонстрира стремежа на Германия да спазва рамките на правовото поле на международните морски договори. През юли последва поръчката както на самите кораби, така и на кулите и оръдията за тях.

Конструкцията на основите на кулите на ГК е проектирана съгласно специалното изискване с диаметър, аналогичен на този при 203 mm артустановки на първите три кораба от типа „Хипер“. Особеното изискване означава, че при необходимост може да се проведе бързо превъоръжаване с 203 mm оръдия. Но още през 1937 г. крайцерите, които получават литерните обозначения „К“ и „L“, е решено да се строят като тежки, изначално с 203 mm артилерия.

## Строителство
Петият и последен крайцер от типа „Адмирал Хипер“ е заложен на 2 август 1937 г. в корабостроителницата на фирмата DeSchiMAG в Бремен, където вече се строи неговият събрат „Seydlitz“. При построяването си кораба има литерното обозначение „L“, при спускането му на вода, на 1 юли 1939 г., получава името „Лютцов“. Преди това това име (SMS Lützow) в германския флот носи линейният крайцер от типа „Дерфлингер“, загинал в хода на Ютландското сражение, на 31 май 1916 г. Двата кораба са наречени в чест на Адолф фон Лютцов – немския национален герой, барон, оглавил партизанската война в тила на войските на Наполеон, окупирали Германия.
След спускането на кораба на вода неговото довършване се забавя, причината за това е дефицитът на работна сила и някои проблеми в германската промишленост. В частност, с големи задръжки постъпват лопатките за турбините, което забавя поставянето на всички главни механизми.
След сключването на Пакта за ненападение между Германия и СССР, на 23 август 1939 г., се активизира военнотехническото сътрудничество между двете страни. СССР доставя на Германия много суровини и продоволствия, а насреща желае да получи образци от най-новата военна техника. На 11 февруари 1940 г. крайцерът „Лютцов“, бидейки в недостроен вид (корабът е завършен до горната палуба, има част от надстройките и мостика, а също двете долни кули на главния калибър с оръдия, поставени само на носовата от тях), е продаден на Съветския съюз за 104 милиона райхсмарки. Крайцерът, получил обозначението „проект 53“, от 15 април до 31 май е отбуксиран в Ленинград, в Балтийския завод. Заедно с крайцера пристига инженерна делегация от Германия за продължаване на работите. Обаче във връзка с планиращата се война със СССР Германия не желае да усилва своя бъдещ противник и затова всячески забавя доставката на основните комплектуващи. През пролетта на 1941 г. Й. В. Сталин дава поръчение на председателя на Комитета по отбрана при СНК на СССР К. Е. Ворошилов и на неговото доверено лице, инженера-капитан 3-ти ранг Василий Семьонович Грачев, да осигурят доставката на комплектуващи за крайцера до състояние на боеготовност. С тази цел в Берлин е изпратена мисия под ръководството на Грачев. Особеност в работата на мисията е невъзможността да се използват официалните канали. Необходимо е използването на лични връзки. В резултат на работата на мисията Германия доставя за крайцера системите за управление на артилерийската стрелба. Към началото на Великата отечествена война корабът се намира в 70% готовност.

## Велика отечествена война
На 15 август 1941 г. на „Петропавловск“ е издигнат военноморският флаг и той влиза в състава на съветския флот (в условно боеготово състояние, а всъщност корабът продължава да си остава недовършен). Командир – капитан 2-ри ранг Александър Ванифатиев. В началото на юли 1941 г. от екипаж са сформирани две роти моряци, които са изпртаени на сухопътния фронт.
С приближаването на линията на фронта към Ленинград крайцерът използва поставените на него 4 203-мм оръдия по брегови цели.
На 7 септември 1941 г. „Петропавловск“ за първи път открива артилерийски огън по немските войски, които се приближават към Ленинград. Артилеристите не спират обстрела над врага в течение на 11 денонощия.
На 11 септември 1941 г., по време на бойна стрелба, на 22-я изстрел взрив на снаряда в канала на ствола разкъсва лявото оръдие на кула A. Не е известно точно, каква може да е причината за това: заводски брак или диверсия от страна на Третия райх.
На 17 септември 1941 г. корабът влиза в пряк дуел с немската артилерия – между него и немските батареи на южния бряг на Финския залив вече има само 3 километра. Той получава 53 попадения на снаряди, от тях над 20 са 210 мм. Един от снарядите попада в корпуса и вади от строя единственият източник на електроенергия на крайцера – генераторно помещение №3. Корабът е принуден да прекрати огъня.
Всичко за периода от 7 септември до 17 септември 1941 г. крайцерът дава 676 изстрела и губи 40 души от екипажа: 10 убити и 30 ранени.
На 17 септември крайцерът, поради приета от пробойна на корпуса задбордна вода, се накренява на левия борд и ляга на грунта. Оръдията му са консервирани, приборите за управление на огъня са свалени, личният състав е преведен в морската пехота или на други кораби. На крайцера оставен само караул.
През пролетта на 1942 г. е прието решение да се свали кораба от грунта, да се ремонтира и отново да се пусне в ход неговата артилерия. От началото на юни на кораба започват работи. На 10 септември е възстановена водонепроницаемостта на корпуса на кораба.
На 15 септември крайцерът е обстрелян със 150-мм оръдия, но получава само няколко малки повреди. В нощта на 17 септември 1942 г., тайно за противника, корабът е отбуксиран нагоре по Нева при завода № 189 за възстановяване. Там е проведен ремонтът: заварени са пробойните, възстановени са основните, спомагателните механизми, пожарната, водоотливната и осушителната системи на кораба.
На 30 декември 1942 г. практически напълно е възстановена боеспособността на кораба и той отново е включен в отбранителната система на Ленинград. На същия ден неговата артилерия възобновява огъня по немските войски.
От 14 до 21 януари 1944 г. крайцерът взема активно участие в Красноселско-Ропшинската настъпателна операция. Корабът води огън по позициите на Вермахта на Воронья гора, по комуникациите му при Красное Село, по наблюдателните и командните пунктове на противника в Киргоф. Всичко в тази операция артилеристите на кораба провеждат 31 артилерийски стрелби и изстрелват 1 036 снаряда. Последните залпове, на пределна дистанция, са произведени на 23 януари.
На 1 септември 1944 г. „Петропавловск“ е преименуван на „Талин“.
В хода на войната крайцерът използва поставените на него четири 203 mm оръдия по брегови цели. На 17 септември 1941 г. е потопен, получавайки за няколко часа 53 попадения на снаряди, от тях над 20 – 210 mm. За избягване на пълното потопяване корабът е закаран на плитчина. На 4 април 1942 г. получава пряко попадение от авиобомба. На 17 септември 1942 г. е изваден и отбуксиран нагоре по Нева за възстановяване. На 1 септември 1944 г. „Петропавловск“ е преименуван на „Талин“.

## След войната
След края на войната е взето решение да се дострои корабът чрез използване на възли и детайли от повредения Seydlitz.
През лятото на 1945 г. корабът е отбуксиран в завод №189 за последващо дострояване.
Разгледани са множество проекти за дострояването на крайцера, а на 23 декември 1949 г. е издадено разпореждане за дострояването на крайцера според проекта 83К, но това така и не е изпълнено.
Поради високата цена за дострояването (191 млн. рубли) и необходимостта от отказване от 1 кораб от типа „Свердлов“ е взето решение да се дострои кораба като учебен крайцер, което също така не е изпълнено.
На 12 януари 1949 г. корабът е прекласифициран на лек крайцер.
На 11 март 1953 г. корабът е прекласифициран на несамоходен учебен кораб и е преименуван на „Днепр“. А на 27 декември 1956 г. е преформиран в плаващата казарма „ПКЗ-112“.
Със заповед от 4 април 1958 г. корабът е изключен от списъците на флота и в течение на периода 1959 – 1960 г. е разрязан за метал в завода „Вторчермет“.

## Коментари
1. ↑  Във ВМФ на СССР, в условно боеготово състояние.
2. ↑  Германските кораби при началото на тяхното строителство получават временни имена. За новите кораби се избират букви. Тези кораби, които трябва да заменят стари или загубени кораби получават приставката „Ерзац“ пред името на заменяемия кораб.
3. ↑  Префиксът „SMS“ е от на немски: Seiner Majestat Schiff (Кораб на Негово Величество).